# Have I Been Pwned?
Have I Been Pwned？（ HIBP ）是一个允许互联网用户检查他们的个人数据是否泄露的网站，成立於2013年12月4日。该網站收集并分析了数百个含有泄露账户信息的数据库，并允许用户通过输入自己的用户名或电子邮件地址来搜索自己的信息。用户还可以注册該網站，以便在他们的电子邮件地址洩露时收到網站的通知。
2019年6月中旬，創始人Troy Hunt宣布计划将Have I Been Pwned? 出售，但截至2020年3月，Have I Been Pwned? 仍未出售。